# Alsea
Alsea är en ort i Benton County, Oregon, USA med 1 153 invånare Orten har fått sitt namn efter Alsea river. 